# Pseudoselago outeniquensis
Pseudoselago outeniquensis är en flenörtsväxtart som beskrevs av O.M. Hilliard. Pseudoselago outeniquensis ingår i släktet Pseudoselago och familjen flenörtsväxter. Inga underarter finns listade i Catalogue of Life.